# Apollon et Daphné (Pollaiolo)
Pour les articles homonymes, voir Apollon et Daphné.
Apollon et Daphné est un tableau attribué à Piero Pollaiuolo (1443-1496) entre 1470 et 1480. Il est conservé à la National Gallery à Londres.

## Description
Au premier plan apparaît la nymphe Daphné, qui se métamorphose en laurier-rose pour échapper au dieu Apollon, tombé amoureux d'elle. Le rapprochement des deux personnages donne une unité fortement marquée et une forme fermée. Aucun élément accessoire du décor n'a été conservé, sinon un arrière-plan très lointain qui s'ouvre sur une plaine forestière où serpente un fleuve. La gaze légère du paysage aux dominantes de gris, de vert, et de bleu pâle donne une grâce aérienne au tableau.  
Aux masses du feuillages s'opposent le carmin et le brun-olive foncé des habits d'Apollon, et le bleu sombre aux reflets argentés de la robe de Daphné. Ce qui frappe, c'est l'attitude dansante, plastique et dynamique du groupe : on dirait deux jeunes gens figurant un ballet. Le visage de Daphné est apaisé et serein, celui d'Apollon plus animé par la course qu'il achève à peine. La jambe droite de Daphné a quitté le sol en un mouvement gracieux et souple ; elle passe par-dessus le genou d'Apollon. Mais son pied gauche est déjà enraciné, et si ses cheveux flottants et épars, ainsi que le reste de son corps ne sont pas encore atteint par la métamorphose, à ses bras se sont substitués deux bouquets de feuillage épais.